# Platkowsee
Der Platkowsee ist ein bei Lychen im Nordosten Brandenburgs gelegener See.

## Name
Der See wird 1299 als stagnum Platekouu erstmals schriftlich erwähnt. Der Name leitet sich von einem altpolabischen Personennamen *Plat(i)k ab.

## Lage
Der Platkowsee gehört zur Uckermärkischen Seenlandschaft. Gemeinsam mit Wurlsee, Großer Lychensee, Zenssee, Stadtsee und Nesselpfuhl bildet er das Lychener Seenkreuz, das den Innenbereich der Stadt Lychen fast inselförmig umfasst.

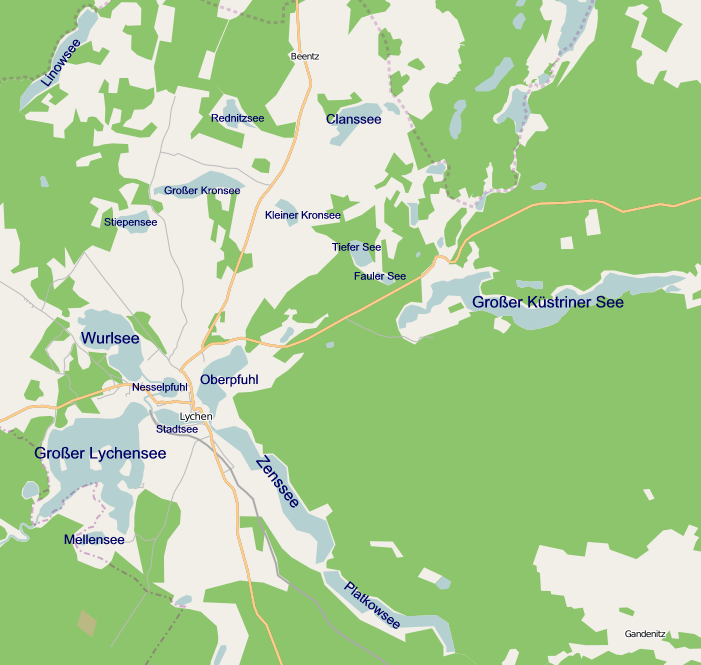

Das Gewässer ist ein nährstoffarmer Rinnensee und entstand während der letzten Eiszeit (Würmeiszeit) aus einer ehemaligen Schmelzwasserrinne, die sich nach dem Rückgang des Eises dauerhaft mit Wasser füllte. Er stellt die nur durch eine schmale Landbrücke getrennte Verlängerung des Zenssees dar. Mit diesem ist er über einen schmalen Wasserlauf verbunden.

## Seedaten
Der recht schmale See ist 69,9 ha groß und maximal 15 m tief. Die Form des Sees ist länglich, in nordwestlich bis südöstlicher Richtung gestreckt. Der kalkreiche, stabil geschichtete See hat ein relativ großes Einzugsgebiet und ist etwa 2,25 Kilometer lang und meist unter 300 Meter breit. Die nähere Umgebung ist größtenteils bewaldet und steht zusammen mit dem See unter Naturschutz.

## Flora und Fauna
Am  komplett bewaldeten Seeufer gibt es keine Siedlungen. Die im See lebenden Hauptfischarten sind Hecht, Barsch, Marmorkarpfen und Wels.